# Honda RA163E
L’Honda RA163E (ed Honda RA164E) è un motore endotermico alternativo sovralimentato a ciclo Otto da competizione.
È stato il primo motore turbo di Formula 1 della Honda, ed ha corso a cavallo tra il 1983 e il 1984, come propulsore delle vetture Spirit 201 (1983) e Williams FW09 (1984).
Si rivelò poco performante e fragile per via di un errore di concetto nella progettazione, dove il rapporto alesaggio/corsa era esageratamente spropositato a favore del primo parametro, ma una volta corretto questo difetto e i problemi di gioventù, divenne la base di partenza per i motori che la casa dell'ala utilizzò in Formula 1 fino al 1988, aggiudicandosi tre mondiali costruttori e due mondiali piloti con Williams e McLaren.

## Contesto
L'RA163E non è stato solo il primo motore turbo che la Honda ha usato in Formula 1, ma anche quello del ritorno nella massima categoria per la casa di Tokyo.
La Honda si ritirò dal mondiale di Formula 1 nel 1968 dopo cinque stagioni in cui raccolse qualche podio e due vittorie.
Il motivo ufficiale venne attribuito alla morte di Jo Schlesser, pilota in forza alla Honda stessa, ma probabilmente i nipponici non erano soddisfatti della carenza di risultati a fronte di investimenti enormi.
Ma sul finire degli anni settanta la Honda aveva intensificato la propria attività in Formula 2 e nello stesso periodo la Renault stava sperimentando con risultati interessanti nuovi propulsori turbo di Formula 1 derivati da progetti di Formula 2.
In quel periodo la Honda voleva lanciare sul mercato nuovi modelli di auto, ed irrobustire la propria rete commerciale a livello internazionale, perciò dati gli ottimi risultati della Formula 2, colse la palla al balzo per seguire la stessa strategia della Renault ed utilizzare la risonanza del mondiale di Formula 1 come mezzo di propaganda commerciale.
L'RA163E infatti, non è un progetto inedito, ma l'adattamento per la Formula 1 degli anni ottanta del motore di Formula 2 RA263 del 1983.

## Progetto
Alla fine degli anni settanta la Honda incaricò Nobuhiko Kawamoto (allora a capo del settore ricerca e sviluppo) di progettare un motore per il campionato di Formula 2.
L'idea era semplice, seguire la strada intrapresa dalla Renault, che partendo da un motore aspirato per la Formula 2, lo sviluppò ed adatto per poterlo utilizzare nel mondiale di Formula 1.
All'epoca le Formula 2 utilizzavano prevalentemente motori aspirati da due litri di cilindrata ed architettura a sei cilindri a V.
Kawamoto realizzò un motore con queste caratteristiche, ma con un rapporto alesaggio/corsa più esasperato rispetto a quello dei rivali, con un alesaggio quanto più grande possibile.
Secondo i nipponici la potenza del motore era legata direttamente all'area dei pistoni, ed andavano propugnando la teoria secondo cui i propri motori avrebbero garantito una volta e mezzo la potenza degli avversari.
In realtà questa affermazione non era vera, ma la teoria nemmeno del tutto sbagliata.
I motori Honda di Formula 2 con alessaggio da 90 mm (contro circa gli 86/84 mm degli avversari) erogavano circa il 17% di potenza in più.
A quel punto Kawamoto era convinto che adeguare il progetto per la Formula 1 avrebbe reso la Honda dominante, grazie all'adozione dei turbocompressori accoppiati a motori con alesaggi maggiorati rispetto ai rivali.
All'inizio degli anni ottanta la Honda era decisa a ritentare in Formula 1 intraprendendo la strada del turbo, dichiarando che questo avrebbe richiesto ai propri ingegneri la soluzione di nuove problematiche, con un importante ritorno di immagine.
Nel 1982 la Honda era anche intervenuta nella guerra tra FISA e FOCA, schierandosi coi team capeggiati da Ecclestone, ma nessuno rispose alle avance dei giapponesi visto che queste scuderie volevano bandire i motori turbo.
Tuttavia in Formula 2 si era instaurato un intenso rapporto tra i giapponesi e il team Spirit, che incoraggiati dai risultati ottenuti decidono di invesite nel mondiale di Formula 1 e permettono alla Honda di tentare l'avventura del turbo.
Dunque venne progettato un motore, detto RA163E per il mondiale del 1983.
Kawamoto stava assumendo un ruolo sempre più esecutivo che tecnico, perciò il progetto per la Formula 1 venne affidato ad un pool di ingegneri capeggiato da Mamoru Haji, ma con Kawamoto a farne da supervisore.
Haji riparti dal motore di Formula 2 RA263, e la filosofia di base fu quella di realizzare un motore biturbo da 1500 cc.
Dunque venne mantenuta inalterata l'architettura V6, con monoblocco in ghisa ed un angolo di bancata dal curioso valore di 80°.
Questa soluzione era già stata sperimentata dalla Honda con la motocicletta di serie CX500 del '78, che montava un motore bicilindrico a V di 80°. Nel caso del V6 è sempre difficile scegliere un adeguato angolo di bancata perché i momenti del primo e secondo ordine sono sempre squilibrati, e ad almeno con un angolo di 120° è possibile risparmiare sulla costruzione dell'albero motore, ma l'ingobro laterale delle turbine ispirò i giapponesi per un angolo più stretto ed identico a quello della moto CX500.
Questo valore rimase inalterato anche per gli altri motori devirivati dall'RA163E, e rese i motori Honda molto bruschi nell'erogazione, ma anche capaci di generare vibrazioni molto fastidiose per i piloti, tanto che nel 1987 quando durante una sessione di test privati Ayrton Senna provò per la prima volta l'RA167E, rientrò immediatamente ai box pensando che il propulsore fosse sul punto di rompersi.
Haji disegnò il motore esasperando il rapporto alesaggio/corsa su indicazione di Kawamoto, lasciando inalterato il valore dell'alesaggio (90mm) ma riducendo in maniera sensibile la corsa al valore di 39 mm.
Questo rapporto è stato il più esasperato per un motore di Formula 1 fino ai primi anni 2000.
L'RA163E disponeva di quattro valvole per cilindro azionate da quattro alberi a camme in testa, comandati da una cascata di ingranaggi.
L'alimentazione era fornita da un avanzato (per l'epoca) sistema di iniezione elettronica indiretta.
Anche questa soluzione derivava dalla moto CX500, e proprio dalla sua versione turbo, che richiedeva (come nel caso dell'RA163E) un minuzioso controllo stechiometrico dato che lavorava con grandi portate d'aria.
Questi impianti erano anche dotati di un sistema di autodiagnosi, parente primordiale degli attuali OBD delle auto di serie.
Trattandosi di un progetto giapponese, si trattava di una costruzione molto patriottica ed infatti per quanto riguarda l'impianto di sovralimentazione, la Honda si rivolse ad un'altra azienda del sollevante, la IHI.
La IHI realizzò i due turbocompressori, ognuno alimentato dai gas di scarico di ogni singola bancata, che poi comprimevano l'aria aspirata ad ogni collettore di aspirazione dedicato alle due bancata, dopo essere passata per due intercooler prima di venire compressa dalle turbomacchine.
L'ingresso in Formula 1 della IHI fu storico, perché fino ad allora solo due aziende avevano il know-how necessario a progetti simili, ossia la Garrett e la KKK, ma mentre gli americani si appoggiavano ancora a tecnologie derivate dalla Formula Indy, l'azienda tedesca era l'unica  (fino ad allora) a realizzare turbomacchine dedicate alla Formula 1 e la IHI fu capace di replicarle.
Il progetto esordì in Formula 1 con la Spirit a stagione ampiamente inoltrata, ossia il 16 luglio 1983 per il Gran Premio di Gran Bretagna.
L'annata si rivelò molto difficile, perché la vettura era un adattamento alla Formula 1 di una macchina di Formula 2, così come il motore sofrrì di grossi problemi di ergoazione ed affidabilità.
Il team ottenne tre piazzamenti e tre ritiri, ma sfiorò la zona punti quando in Olanda si classificò in settima posizione.
Ma durante l'anno la Honda riuscì a convincere la Williams a correre con i propri motori, porponendole una fornitura gratuita che avrebbe garantito al team di Sir Frank di convertirsi a costo zero alla tecnologia turbo, ormai dominante.
La Williams corse l'ultima gara dell'83 (il Gran Premio del Sudafrica) coi motori Honda, piazzondo le proprie vetture in sesta e decima posizione in qualifica, mentre in gara ottenne due punti grazie al quinto posto di Keke Rosberg.
Ritirato invece per un testacoda, il compagno Jacques Laffite.
La Honda abbandonò definitivamente la Spirit al termine dell'83, per legarsi ad una scuderia più potente dal punto di vista politico e dotata di uno staff tecnico e piloti di primo piano.
Infatti nell'84 la Williams corse con l'RA163E (ora rinominato RA164E), ma la Honda si adoperò per garantire (come segno di riconoscenza) una fornitura di motori turbo per la Spirit, attraverso la Brian Hart Ltd.
Nell'84 la Williams e la Honda vissero un anno molto difficile, costellato da problemi di affidabilità e messa a punto del motore, ma nonostante ciò conquistarono sette piazzamenti a punti, tra cui un secondo e un primo posto storici, che regalarono alla Williams e alla Honda il primo podio e la prima vittoria con la tecnologia turbo.
Grazie a queste esperienze, i due partner decisero di rivedere profondamente i propri progetti per il 1985.
Dalle analisi, emerse che la scocca delle Williams era troppo arretrata tecnologicamente perché realizzata ancora in alluminio e che sarebbe stata dovuta essere disegnata in funzione del motore.
Infatti il motore (essendo portante) soffrì dal punto di vista strutturale per via dei carichi flesso-torsionali imposti dal telaio che a sua volta generava problemi di trazione ed handling per le stesse ragioni.
Il rapporto alesaggio/corsa scelto da Kawamoto ed Haji era inadeguato e troppo elevato, perché con un'area dei pistoni così grande, la velocità media effettiva dei gas all'interno dei cilindri diminuiva in modo esponenziale agli alti regimi, limitando il massimo regime di rotazione raggiungibile e dunque la potenza erogabile dal motore.
L'alesaggio così elevato risultò nuovamente il maggior imputato delle rotture dei motori, perché non permetteva un ottimale smaltimento termico dei pistoni.
L'RA163E chiuse dunque la sua carriera a metà dell'85, ed era capace di erogare circa 600 cavalli a 12000 giri al minuto.
Per le restanti gare del 1985 la Honda costruì un nuovo motore, l'RA165E, mentre la Williams progettò una macchina completamente rivoluzionata (la FW10) in grado di accogliere questo propulsore.